# Barroude
Pour les articles homonymes, voir Barroude (homonymie).
Barroude est un lieu-dit des Pyrénées, sur la commune d'Aragnouet dans le département français des Hautes-Pyrénées.

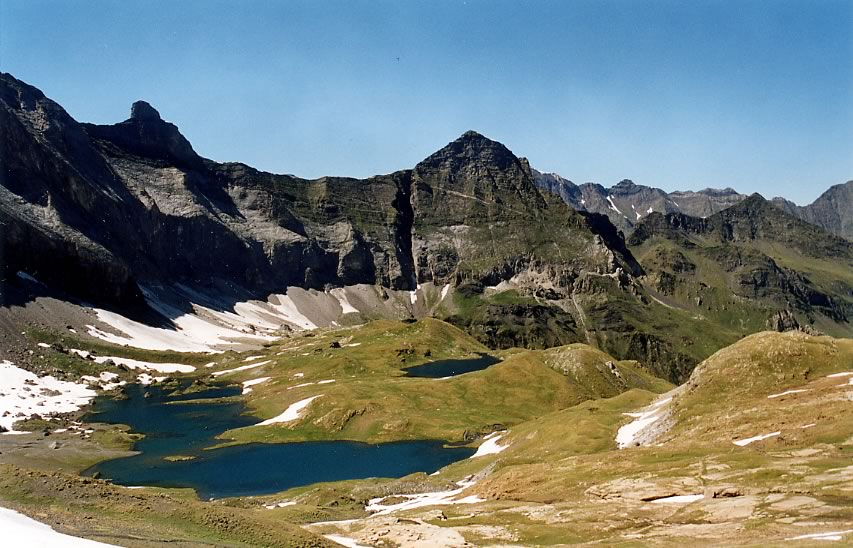
Lac de Barroude et muraille de Barroude.

## Toponymie
En occitan, barroude dérive de barris, barrat désignant un lieu fermé délimité de toutes parts, dont l’accès est interdit par des barres rocheuses, ou par des pentes et des sommets difficilement accessibles.

## Géographie

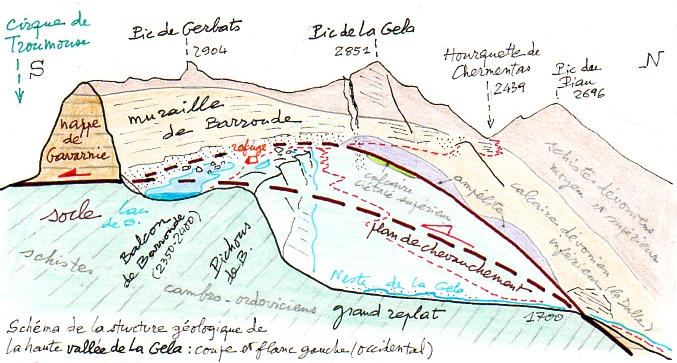
Croquis du lieu-dit de Barroude.

Le lieu-dit se trouve dans la partie haute de la vallée de la Géla en vallée d'Aure. Il est situé tout proche de la frontière franco-espagnole.
Il comporte notamment un col de montagne pédestre; le port de Barroude (2 534 m) qui surmonte le cirque de Barroude ou muraille de Barroude qui abrite le lac de Barroude (2 355 m) au bord duquel on trouve le refuge de Barroude (2 373 m).

## Hydrographie
La Neste de la Géla,affluent de la Neste, prend naissance sur le site.

## Voies d'accès
On y accède côté français depuis le premier virage en épingle à cheveux de la route (D 173) qui monte au tunnel Aragnouet-Bielsa, après le carrefour D 173-D 118, se détache, à 1 390 m d'altitude, une piste qui remonte la vallée sur son flanc droit en direction du refuge de Barroude (2 373 m) au bord du lac de Barroude (2 355 m) au pied du col.
Côté espagnol, le col donne accès au cirque de Barrosa et son rio Barrosa dans la vallée de Bielsa où l'on peut rejoindre Ainsa.

## Protection environnementale
Le lieu-dit est situé dans le parc national des Pyrénées et fait partie d'une zone naturelle protégée, classée ZNIEFF de type 1.